# 42. letalskojurišna divizija (NOVJ)
42. letalskojurišna divizija je bila partizanska letalska divizija, ki je delovala v sklopu NOV in POJ v Jugoslaviji med drugo svetovno vojno.
Ustanovljena je bila 29. decembra 1944.